# Luís Montenegro
Luís Filipe Montenegro Cardoso de Morais Esteves (Porto, 16 febbraio 1973) è un politico portoghese, Primo ministro del Portogallo dal 2 aprile 2024.
Egli è altresì presidente del Partito Social Democratico (PSD) dal 2022 e della rifondata Alleanza Democratica (AD) dal 2023, nonché deputato all’Assemblea della Repubblica dal 2024 (essendolo già stato dal 2002 al 2018).

## Carriera

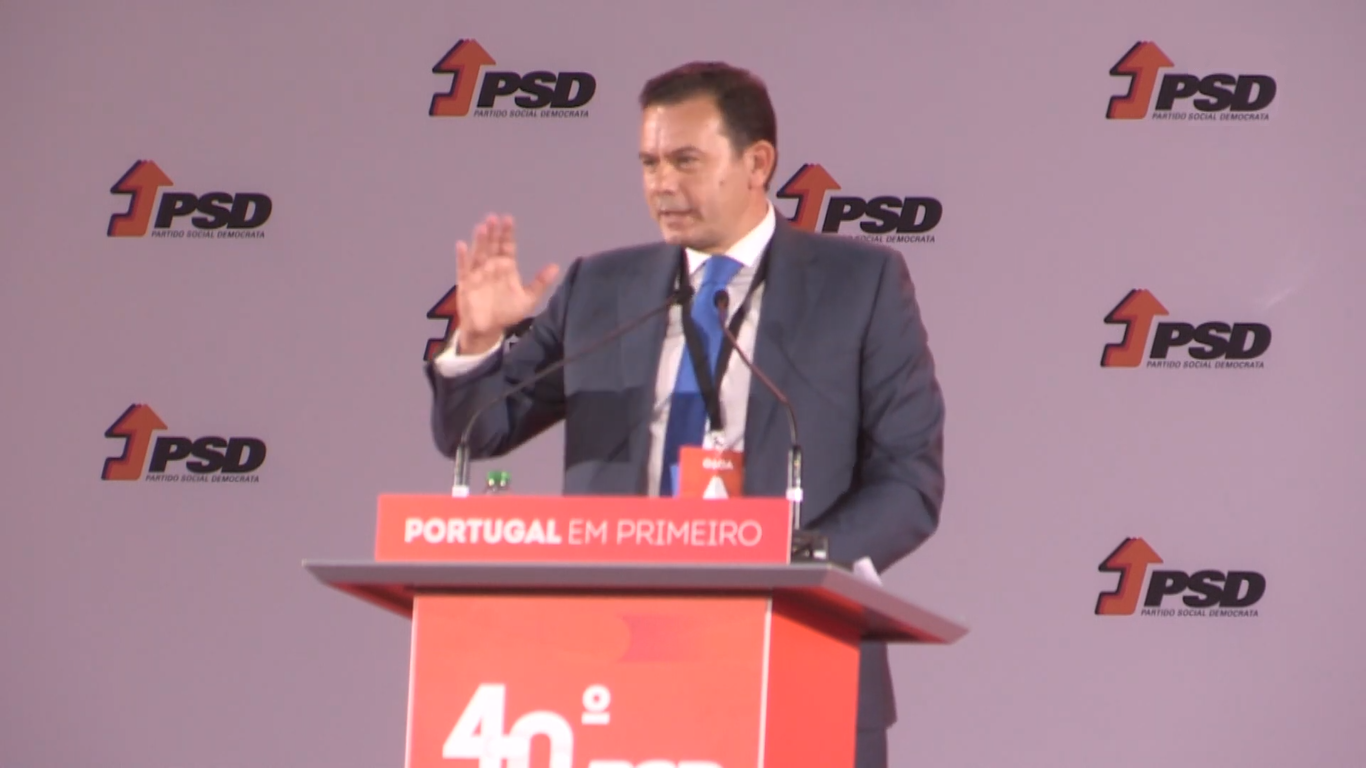
Il presidente eletto Montenegro parla al 40º Congresso nazionale del partito nel 2022

È stato deputato dell'Assemblea della Repubblica dal 2002 al 2018, guidando il gruppo parlamentare del suo partito tra il 2011 e il 2017. Dopo essere stato sconfitto da Rui Rio nelle primarie per la leadership del suo partito nel 2020, si è successivamente ripresentato due anni dopo, vincendo contro Jorge Moreira da Silva.
Sotto la guida di Montenegro, il PSD ha anche raggiunto un accordo con i partiti CDS-PP e PPM per formare la coalizione "Alleanza Democratica", di centro-destra, in vista delle elezioni legislative del 2024, con cui ha poi vinto, seppur di misura.
In virtù di tale risultato, il 21 marzo 2024, il presidente del Portogallo Marcelo Rebelo de Sousa lo ha ufficialmente incaricato di formare un nuovo governo, cosa che ha fatto il 28 marzo, annunciando la lista dei ministri.
Il 2 aprile, infine, il Premier è ufficialmente entrato in carica, sebbene venendo sfiduciato poco meno di un anno dopo, l’11 marzo 2025, in seguito ad uno scandalo di conflitto di interessi.
In seguito, tuttavia, alla riconferma dell’Alleanza Democratica alle elezioni anticipate dello stesso anno, egli viene nuovamente nominato, in data 29 maggio, Primo ministro dal Presidente Marcelo Rebelo de Sousa, formando il suo nuovo governo in data 5 giugno.